# Хусейниды
Хусейни́ды (араб. حسينيون‎) — правящая династия беев в Тунисе, находившаяся у власти в 1705—1957 годах.

## История

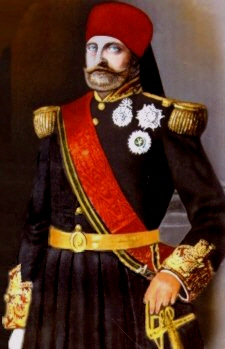
Мухаммад II ибн аль-Хусейн (1811—1859), бей Туниса (1855—1859)

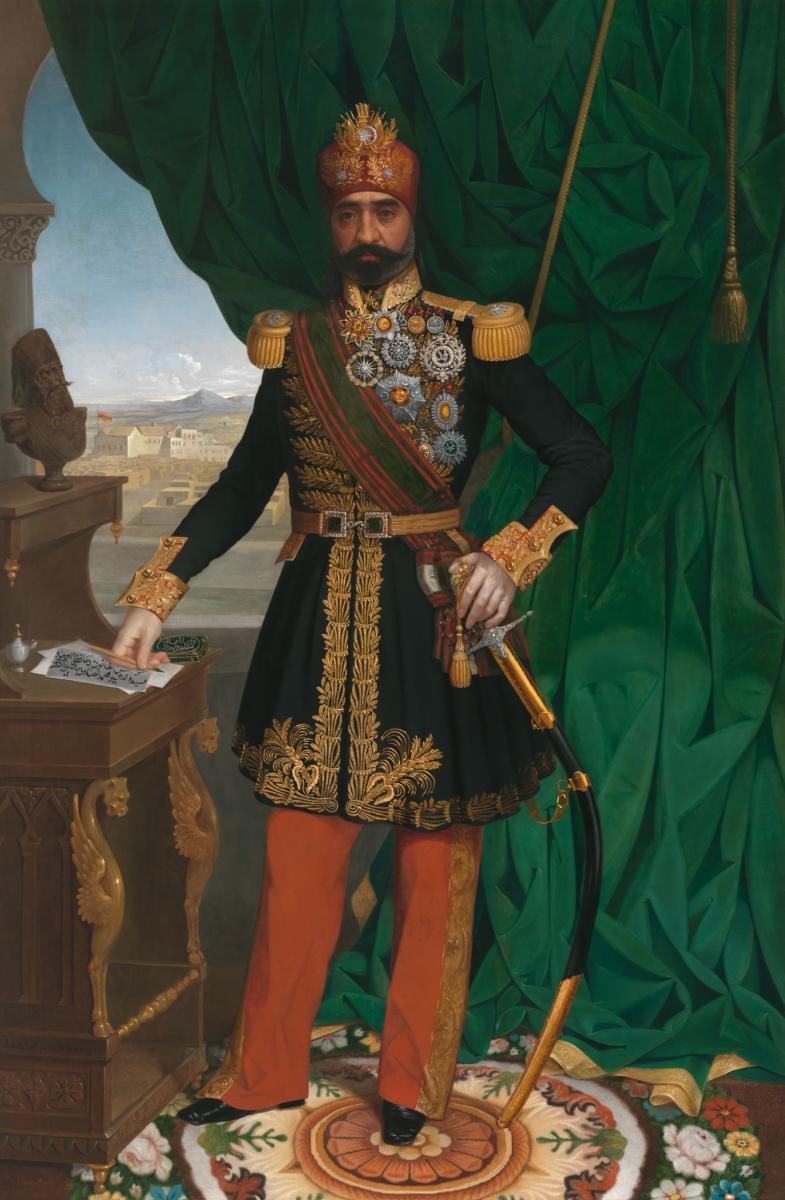
Мухаммад III ас-Садик (1813—1882), бей Туниса (1859—1882)

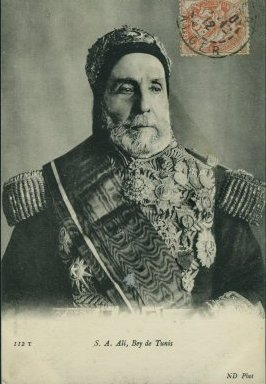
Али III ибн аль-Хусейн (1817—1902), бей Туниса (1882—1902)

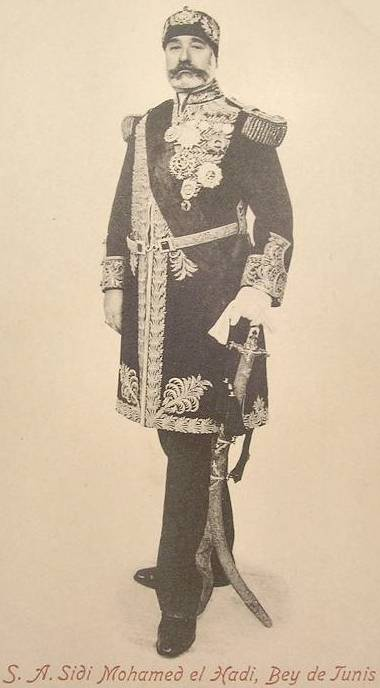
Мухаммад IV аль-Хади (1855—1906), бей Туниса (1902—1906)

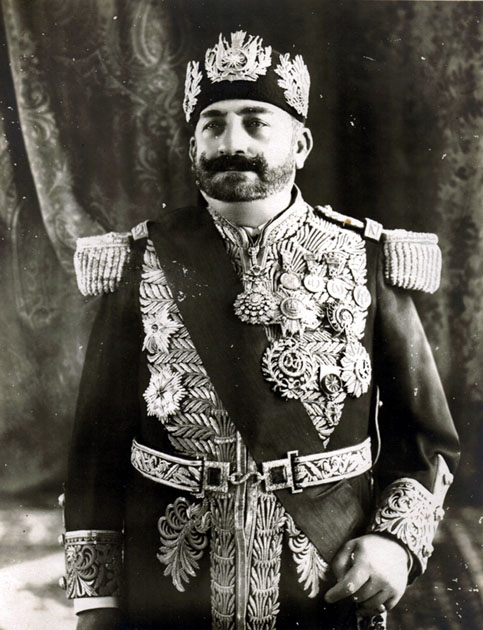
Мухаммад VII аль-Мунсиф (1881—1948), бей Туниса (1942—1943)

Родоначальником династии стал ага сипахов Хусейн бен Али (Хусейн ибн Али аль-Турки) (1705—1735). Его отцом был турок с Крита, а матерью — туниска. Хусейн ибн Али возглавил войско и народное ополчение тунисцев во время Алжирско-тунисской войны 1704—1705 годов. В июле 1705 года после победы над алжирцами он был провозглашён беем Туниса. В 1710 году Хусейн ибн Али получил от османского султана право передавать титул по наследству. Хусейниды признавали себя вассалами Османской империи, рассматривая турецкого султана как религиозного главу всех мусульман.
В 1729 году против Хусейна бен Али поднял мятеж его племянник Али ибн Мухаммад (1735—1756). При поддержке дея Алжира он в течение пяти лет осаждал Хусейна в Кайруане. В сентябре 1735 года Али занял бейский престол. В 1740 году Хусейн ибн Али был арестован и казнён. Его сыновья, Мухаммад и Али, бежали в Константину, Алжир, продолжив борьбу против узурпатора. В сентябре 1756 года при поддержке алжирского дея Мухаммад ибн Хусейн (1710—1759) осадил и взял город Тунис. Бей Али ибн Мухаммад был взят в плен и обезглавлен, а Мухаммад занял его место. Современники хвалили его за прямоту, доброту и успехи его дипломатов в отношении как тунисцев, так и иностранцев.
Мухаммад ар-Рашир управлял Тунисом в течение трёх лет (1756—1759). После смерти Мухаммада на престол вступил его младший брат Али II ибн Хусейн (1759—1782).
После смерти Али на бейский престол вступил его старший сын Хаммуда ибн Али (1782—1814). Он разорвал вассальные отношения с Алжиром и дважды отразил вторжения алжирских деев (1807 и 1813 годы). В 1811 году при поддержке населения в Тунисе был разоружен и распущен корпус янычар. Ему наследовал его младший брат, Усман ибн Али (1814).
В 1814 году после краткого правления Усмана на бейский престол вступил его двоюродный брат, Махмуд ибн Мухаммад (1814—1824). Под давлением европейских государств в 1819 году в Тунисе было отменено рабство.
Ему наследовал его сын, Хусейн II ибн Махмуд (1824—1835). В его правление произошло некоторое охлаждение отношений с Францией. В 1827 году тунисский флот, воевавший на стороне Османской империи, был разгромлен французами в битве при Наварине. В 1830 году в начале войны Франции против Алжира тунисский бей объявил о своём нейтралитете.
В 1835 году после смерти Хусейна II на бейский трон вступил его младший брат Мустафа ибн Махмуд (1835—1837). При нём Тунис столкнулся с агрессивной политикой Османской империи, стремившейся вернуть под свою власть североафриканские провинции. В 1835 году турки-османы подчинили Триполи. В 1836 году османский флот появился у берегов Туниса. Франция выступила против Османской империи и отправила свой флот навстречу султанскому флоту. Позже французы объявили, что считают Тунис независимым от Османской империи и будут защищать его независимость.
В 1837 году на бейский престол вступил Ахмад I ибн Мустафа (1837—1855). Он стал первым беем-реформатором Туниса. Ахмад-бей основал в Тунисе офицерскую школу, покупал за границей корабли, пушки, снаряжение, строил казармы и укрепления. Кроме того, новый бей тратил большие средства на строительство дворцов и содержание личного двора. Тунисское правительство вынуждено было повысить налоги и обратилось к иностранным займам.
В 1855 году после смерти Ахмада бен Мустафы на бейский престол вступил его двоюродный брат Мухаммад II ибн Хусейн (1855—1859). В 1857 году он издал «Фундаментальный пакт», в котором было провозглашено равенство всех подданных перед законом, независимо от их религиозной принадлежности, неприкосновенность личного имущества.
Ему наследовал его младший брат Мухаммад III ас-Садик (1859—1882). При нём в 1861 году в Тунисе была принята первая конституция, согласно которой высшая власть в стране оставалась в руках бея и его министров, но законодательная была передана Высшему совету, состоявшему из 60 членов. Судебная власть была объявлена независимой. Бей поощрял строительство железных дорог, портов и телеграфа, думал о реорганизации налоговой системы и армии. Англичане получили разрешение на строительство первой в Тунисе железной дороги от столицы до Ла-Гулеты, а французы — на строительство телеграфа и реставрацию Вагуанского акведука. Но все эти преобразования не принесли никаких положительных сдвигов, а только ускорили закабаление страны. В 1862 году внешний долг Туниса составлял 28 миллионов франков. Мухаммад ас-Садок взял несколько крупных займов у ряда европейских банков, которые не смог погасить. В 1867 году Тунис объявил о своём банкротстве, а в 1869 году была создана Международная финансовая комиссия, под контроль которой бей вынужден был отдать все доходные и расходные статьи тунисского правительства. Руководящую роль в этой комиссии играла Франция, стремившаяся превратить Тунис в свою колонию. В апреле 1881 года 30-тысячная французская армия вступила в Тунис. 12 мая французы окружили бейский дворец Каср-Саид в Бардо и вынудили Мухаммад-бея капитулировать. Бей согласился на введение французских войск и признал переход Туниса под протекторат Франции.
28 октября 1881 года Мухаммад са-Садок отрёкся от престола в пользу своего младшего брата Али III Муддада бен Хусейна (1881—1902). Али Муддад в 1883 году подписал в Ла-Марсе франко-тунисскую конвенцию, признав французский протекторат. Вся реальная власть в государстве перешла в руки французского генерального резидента. Бей сохранил престол, но не имел права издавать декреты или распоряжения без согласия французской администрации. В Тунисе были расквартированы французские войска.
После смерти Али Муддада бейский престол занимали его сын Мухаммад IV аль-Хади (1902—1906), племянники Мухаммад V ан-Насир (1906—1922) и Мухаммад VI ал-Хабиб (1922—1929), затем другой сын Ахмад II (1929—1942).
После Первой мировой войны в Тунисе начало нарастать освободительное движение. В апреле 1922 года бей Мухаммад V предъявил французскому резиденту требование провести политические реформы. В противном случае он грозился отречься от престола. В том же году в Тунисе был учреждён Большой совет — представительное собрание, дававшее заключение по бюджету, но лишённое права обсуждать политические и конституционные вопросы. Совет состоял из тунисской и французской секций, члены которых назначались или избирались на основе сложной системы выборов.
В июне 1942 года после смерти Ахмада II ибн Али на бейский престол вступил его двоюродный брат Мухаммад VII аль-Мунсиф (1942—1943), сочувствовавший освободительному движению и проявлявший строптивость по отношению к французской администрации. В августе он представил французскому резиденту обширную программу реформ, в основе которой лежало требование допустить тунисцев-мусульман на все государственные посты. Резидент ответил отказом. В октябре того же 1942 года между беем и резидентом произошёл разрыв. В ноябре часть Туниса и столицы были заняты немцами. Вскоре в Тунис выступили англо-американские войска. Страна оказалась разделённой на две части, причём под властью немцев оставались столица и развитые приморские города. Бей Мухаммад VII, находивший на территории, оккупированной Германией, заявил, что будет соблюдать нейтралитет и отказался объявлять войну союзникам. В декабре 1942 года бей создал правительство национального единства во главе с Мухаммадом Шеником. Оно не имело никакой реальной власти, но сам факт его создания вызвал у тунисцев взрыв энтузиазма. В мае 1943 года союзники освободили столицу Туниса. В стране была восстановлена власть французского резидента. Мухаммад-бей арестован, а тунисское правительство Шеника распущено. 13 мая бей был низложен и выслан в Алжир.
15 мая 1943 года на бейский престол был посажен Мухаммад VIII аль-Амин (1943—1957), сын Мухаммада VI аль-Хабиба. Он оставался послушным исполнителем решений французской администрации. Но сами французы понимали, что управлять страной по-старому уже невозможно. В 1947 году был реорганизовал Совет министров, половина состава которого отныне состояла из тунисцев. В 1950 году Франция предоставила Тунису внутреннюю автономию, в 1952 году в стране произошли первые выборы в местные органы власти. В 1955 году Тунис был официально признан автономным государством, полностью самостоятельным в своих внутренних делах. Французские власти оставили себе только внешнюю политику и оборону. Должность генерального резидента была упразднена, всё правительство должно было формироваться из тунисцев.
В январе 1956 года на выборах в Национальное учредительное собрание победили сторонники полной независимости страны. В марте того же года Франция вынуждена была признать независимость Туниса. Бей Мухаммад VIII, хоть и принял титул короля Туниса, оказался практически под арестом и не мог без разрешения главы правительства не только выезжать за границу, но даже совершать поездки по стране. Были отменены все привилегии и иммунитет королевского дома Хусейнидов.
В июне 1957 года Национальное учредительное собрание приняло закон об упразднении монархии и низложении династии Хусейнидов. Тунис был провозглашён республикой. Последний бей Мухаммад не отрёкся от престола и был отправлен в охраняемую резиденцию в Манубе, но позднее получил разрешение вернуться в столицу, где и умер в сентябре 1962 года.
С июня 2013 года главой династии Хусейнидов является принц Мухаммад аль-Хабиб бей (род. 1929), внук бея Мухаммеда VI аль-Хабиба.

## Беи Туниса из династии Хусейнидов (1705—1957)
- Хусейн I ибн Али (15 июля 1705 — 7 сентября 1735)
- Абуль Хасан Али I (7 сентября 1735 — 22 сентября 1756)
- Мухаммад I ар-Рашид (22 сентября 1756 — 11 февраля 1759)
- Али II ибн Хусейн (11 февраля 1759 — 26 мая 1782)
- Хаммуда ибн Али (26 мая 1782 — 15 сентября 1814)
- Усман ибн Али (15 сентября — 21 ноября 1814)
- Махмуд ибн Мухаммад (21 ноября 1814 — 28 марта 1824)
- Хусейн II ибн Махмуд (28 марта 1824 — 20 мая 1835)
- Мустафа ибн Махмуд (20 мая 1835 — 10 октября 1837)
- Ахмад I ибн Мустафа (10 октября 1837 — 30 мая 1855)
- Мухаммад II ибн аль-Хуссейн (30 мая 1855 — 22 сентября 1859)
- Мухаммад III ас-Садик (22 сентября 1859 — 27 октября 1882)
- Али III ибн аль-Хуссейн (28 октября 1882 — 11 июня 1902)
- Мухаммад IV аль-Хади (11 июня 1902 — 11 мая 1906)
- Мухаммад V ан-Насир (11 мая 1906 — 10 июля 1922)
- Мухаммад VI аль-Хабиб (10 июля 1922 — 11 февраля 1929)
- Ахмад II ибн Али (11 февраля 1929 — 19 июня 1942)
- Мухаммад VII аль-Мунсиф (19 июня 1942 — 15 мая 1943)
- Мухаммад VIII аль-Амин (15 мая 1943 — 25 июля 1957)

## Главы династии Хусейнидов (1957 — настоящее время)
- Мухаммад VIII аль-Амин (Мухаммад VIII; 25 июля 1957 — 30 сентября 1962)
- кронпринц Хусейн бей (Хусейн III; 30 сентября 1962 — 9 апреля 1969)
- принц Мустафа бей (Мустафа II; 9 апреля 1969 — 1974)
- принц Мухаммад аль-Тайб бей (Мухаммад IX; 1974 — 29 апреля 1989)
- принц Сулейман бей (Сулейман I) (29 апреля 1989—1992)
- принц Аллалах бей (Аллалах I; 1992—2001)
- принц Шазли бей (Шазли I; 2001 — 12 июля 2004)
- принц Мухи-ид-дин бей (Мухи ид-дин I; 2 июля 2004 — октябрь 2006)
- принц Мухаммад бей (Мухаммад X; октябрь 2006 — 17 июня 2013)
- принц Мухаммад аль-Хабиб бей (Мухаммад XI; 17 июня 2013 — н. в.)

## Генеалогическая таблица
- Сиди Али аль-Турки (ум. 1676)
  - Мухаммад (ок. 1665—1735)
    -  II. Али I (1688—1756; годы правления: 1735—1756)

  -  I. Хусейн I (1675—1740; годы правления: 1705—1735)
    -  III. Мухаммад I (1710—1759; годы правления: 1756—1759)
      -  VII. Махмуд I (1757—1824; rгоды правления: 1814—1824)
        -  VIII. Хусейн II (1784—1835; годы правления: 1824—1835)
          -  XI. Мухаммад II (1811—1859; годы правления: 1855—1859)
            - Принц Хусейн бей (1839—1890)
              -  Принц Мухаммад ас-Саид бей (1873—1918)
                -  XXI. Мустафа II (1900—1974; глава династии: 1969—1974)

            -  XV. Мухаммад V (1855—1922; годы правления: 1906—1922)
              -  XVIII. Мухаммад VII (1881—1948; годы правления: 1942—1943)
                -  Принц Салах уд-дин бей (1902—1938)
                  -  Кронпринц Зайнал-Абидин (род. 1930)

              - XX. Хусейн III (1893—1969; кронпринц: 1943—1957; глава династии: 1962—1969)
              -  Принц Мухаммад бей (1897—1953)
                -  XXVII. Мухаммад X (1928—2013; глава династии: 2006—2013)

          -  XII. Мухаммад III (1813—1882; годы правления: 1859—1882)
          -  XIII. Али III (1817—1902; годы правления: 1882—1902)
            - Принц Мустафа бей (1844—1895)
              -  Принц Из уд-дин бей (1882—1953)
                - XXIII. Сулейман I (1909—1992; глава династии: 1989—1992)
                - XXIV. Алаллах I (1910—2001; глава династии: 1992—2001)
                -  XXVI. Мухи уд-дин I (1911—2006; глава династии: 2004—2006)

            -  XIV. Мухаммад IV (1855—1906; годы правления: 1902—1906)
            -   XVII. Ахмад II (1862—1942; годы правления: 1929—1942)
              -  XXII. Мухаммад IX (1902—1989; глава династии: 1974—1989)

          -  Принц Мухаммад Мамун бей (1819—1861)
            -  XVI. Мухаммад VI (1858—1929; r. 1922—1929)
              - Принц Мухаммад Из уд-дин бей (1875—1931)
                -  XXVIII. Мухаммад XI (род. 1929; глава династии 2013 — настоящее время)

              -  XIX. Мухаммад VIII (1881—1962; годы правления: 1943—1957; глава династии: 1957—1962)
                -  XXV. Шазли I (1910—2004; глава династии: 2001—2004)

        -  IX. Мустафа I (1786—1837; годы правления: 1835—1837)
          -  X. Ахмад I (1806—1855; годы правления: 1837—1855)

    -  IV. Али II (1712—1782; годы правления: 1759—1782)
      -  V. Хаммуда I (1759—1814; годы правления: 1782—1814)
      -  VI. Усман I (1763—1814; годы правления: 1814)[8]